# Tankerness House
Tankerness House est la plus vieille maison de la ville de Kirkwall, dans les Orcades, en Écosse. Elle est située face à la cathédrale Saint-Magnus. Cette maison de marchand fut construite en 1574. Elle héberge de nos jours le musée de Kirkwall.